# Gabriel Hernán Cela
Gabriel Hernán Cela Ruggeri (Rosario, Santa Fe, Argentina. 8 de octubre de 1974) es un exfutbolista argentino. Jugaba de delantero y su último equipo fue el Independiente de Neuquén de Argentina.

## Clubes
| Club                            | País      | Año       |
| ------------------------------- | --------- | --------- |
| Central Córdoba (Rosario)       | Argentina | 1996-1997 |
| Independiente de Avellaneda     | Argentina | 1997      |
| Deportes Concepción             | Chile     | 1998      |
| Central Córdoba (Rosario)       | Argentina | 1998-1999 |
| All Boys                        | Argentina | 1999-2000 |
| Cipolletti                      | Argentina | 2000-2001 |
| AS Viterbese Calcio             | Italia    | 2001      |
| Chacarita Juniors               | Argentina | 2002-2003 |
| Central Córdoba (Rosario)       | Argentina | 2003      |
| San José                        | Bolivia   | 2004      |
| Guillermo Brown (Puerto Madryn) | Argentina | 2004      |
| Juventud Antoniana              | Argentina | 2004      |
| Barracas Central                | Argentina | 2005-2006 |
| Arco Iris Virgen Misionera      | Argentina | 2007      |
| Independiente de Neuquén        | Argentina | 2007-2008 |